# Escut de Sant Fost de Campsentelles
L'escut oficial de Sant Fost de Campsentelles té el següent blasonament:
Escut caironat: de sinople, una foguera d'argent; el peu d'or, 4 pals de gules. Per timbre una corona mural de poble.

## Història
Va ser aprovat el 30 de setembre de 1992 i publicat al DOGC el 9 d'octubre del mateix any amb el número 1655, tot i que el disseny data de 1986.
La foguera simbolitza el martiri de sant Fost, patró del poble. El sinople és el color local, usat ja de molt enrere. Els quatre pals de l'escut de Catalunya recorden que el poble estava sota la jurisdicció de la Corona.